# ماسا
ماسّا (Massa)، مدينة بإقليم توسكانا في وسط إيطاليا، يقطنها 70.144 ساكن وهي عاصمة مقاطعة ماسا كرارا.
منطقة ماسا ذات قيمة السياحية عالية، وتستضيف أيضا نحو 600 نشاط صناعي وحرفي داخل ما تعرف بمنطقة أبوان الصناعية، يعمل بها أكثر من 7000 شخص. إلى جانب توأمها مدينة كرارا تشتهر ماسا عالميا باستخراج وإنتاج الرخام.

## السكان
في سنة 1861 بلغ عدد السكان 15٬319 نسمة، وتطور العدد ليصل في سنة 2011 لـ 68٬856 نسمة.
يظهر هذا المخطط البياني تطور النمو السكاني لـ ماسا

## الجغرافيا
ماسّا مدينة تقع في شمال غرب توسكانا، عند مصب وادي فريجيدو، على ارتفاع 65 متراً فوق مستوى سطح البحر عند أطراف الألب الغربية، وتبعد حوالي 5 كم عن البحر الليغوري حيث يلتقي البحر واليابسة طبيعياً في منظر فريد ورائع. تعلو المدينة تلة مقامة على قمتها قلعة مالاسبينا المشرفة على كامل سهل المحيط.

## التاريخ
تعود أصولها بكل تأكيد إلى فترة ما قبل الروماني (الليغوريون الأبوان) حين نشأت أولى المستوطنات البشرية في منطقة جبلية قرب نهر فريجيدو غير بعيدة كثيراً عن المدينة الحالية.
ذكر لأول مرة باسم «أد تابرناس فريجيداس» في «اللوحة البويتينغرية» العائدة إلى ما بين القرنين الثاني والرابع للميلاد وتصف الطرق البرية في ذلك الزمن. يبدو أن المنطقة آنذاك كانت مكاناً لاسترحة المسافرين عبر طريق أميليا سكاوري القنصلي الواصل بين بيزا ولوني.
من القرن الخامس عشر حتى القرن التاسع عشر كانت عاصمة لإمارة (ثم دوقية لاحقاً) ماسا وكرارا المستقلة، وحكمتها أسرة مالاسبينا وشيبو مالاسبينا.
انتقلت المدينة في عام 1829 إلى دوقات مودينا وهم الفرع النمساوي من عائلة إستي. في عام 1859 خلال عملية توحيد إيطاليا اتحدت بمملكة سردينيا.
تطور مركز المدينة حول قلعة مالاسبينا العائدة إلى القرن الخامس عشر وحول القصر الدوقي العائد لعصر النهضة والمطل على ساحة أرانشي، وقد سميت الساحة هكذا لصفين من أشجار البرتقال يحدانها وفي وسطها ثمة مسلة محاطة بأربعة أسود رخامية. في الجانب الشمالي للساحة يبدأ شارع دانتي أليغييري الذي ينتهي عند كاتدرائية المدينة.